# Biblioteca Campus Leonardo del Politecnico di Milano
La Biblioteca Campus Leonardo (BCL) di Milano, appartenente al Politecnico di Milano, è una delle maggiori biblioteche scientifiche italiane. Si è formata nel 2017 dall'unione della Biblioteca Centrale di Ingegneria (BCI) e della Biblioteca Centrale di Architettura (BCA) entrambe presenti nella sede di Città Studi del Politecnico di Milano.

## Biblioteca Campus Leonardo (BCL)
Il 31 luglio 2017 la Biblioteca Centrale di Ingegneria (BCI) e la Biblioteca Centrale di Architettura (BCA) del Politecnico di Milano si uniscono a formare la Biblioteca Campus Leonardo (BCL) del Politecnico di Milano .
La biblioteca raccoglie anche i volumi dipartimentali del Politecnico, in passato conservati dai dipartimenti stessi, tra cui:
- Dipartimento di Architettura, Ingegneria delle Costruzioni e Ambiente Costruito (DABC)
- Dipartimento di Architettura e Studi Urbani (DAStU)
- Dipartimento di Elettronica, Informazione e Bioingegneria (DEIB)
- Dipartimento di Fisica (DFIS)
- Dipartimento di Ingegneria Civile e Ambientale (DICA)
- Dipartimento di Matematica (DMAT)

## Biblioteca Centrale di Ingegneria (BCI)

### Storia
La biblioteca venne istituita nel 1864. Ebbe come primo grosso nucleo costitutivo i «3.500 volumi che componevano la raccolta personale di Francesco Brioschi», fondatore del Politecnico di Milano. Altri lasciti importanti «furono successivamente quelli di Giovanni Battista Mazzeri, di Giulio Sarti (il primo ingegnere italiano a progettare una ferrovia), del milanese Francesco Colombani, studioso di idrodinamica».
Nel settembre 1927 la biblioteca si trasferì nell'edificio 1 "Rettorato" dove rimase, pur cambiando diverse volte spazi e uffici all'interno di esso, fino alla chiusura per accorpamento avvenuta il 31 luglio 2017. Attorno al 1937 la dotazione globale era già di oltre 40.000 volumi, con apprezzatissime raccolte di matematica, fisica e di meccanica razionale. Nel 1953 pervenne in dono dagli eredi anche la raccolta libraria del matematico e studioso di meccanica Gabrio Piola.

### Patrimonio
Al 31 dicembre 2006 la Biblioteca possedeva e conservava circa 193.576 volumi, 3.758 testate di periodici di cui 151 correnti, oltre 17.000 documenti appartenenti a fondi speciali, 12.784 tesi di laurea in ingegneria, 1.043 tesi di dottorato di ricerca in ingegneria.
Tra le raccolte speciali di notevole interesse, la biblioteca conservava libri e documenti appartenuti a celebri scienziati e notevoli studiosi: l'archivio Niccolò Tartaglia, il fondo Paolo Belgioioso, il fondo Giovanni Giorgio Bidone, il carteggio Ercole Bottani, il fondo Francesco Brioschi, il fondo Umberto Cisotti, il fondo Paolo Frisi, il fondo Arnaldo Masotti, il fondo Gabrio Piola, ed altri, tutti conservati e consultabili ancora oggi presso gli Archivi Storici (AS) e la Biblioteca Storica (BS) del Politecnico di Milano.
Le tesi di laurea e quelle di dottorato di ricerca, prima conservate e consultabili presso la BCI, sono ora disponibili presso la Biblioteca Bovisa Candiani (BBC) unitamente a quelle delle Scuole di Architettura.

La Biblioteca Centrale di Architettura (BCA), situata in via Ampère 2, conserva opere sia italiane che straniere riguardanti l'architettura, l'arte, l'urbanistica, il design, l'arredamento di interni, il paesaggio, il restauro e la museologia. Una sua sezione è dedicata alle opere su Milano. La Biblioteca Centrale di Architettura (BCA), che possiede 305 posti lettura, annovera tra le sue collezioni, tra l'altro, i testi adottati e consigliati dai docenti nei loro corsi di laurea e circa 1.000 riviste.